# 维克托·S·约翰斯顿
维克托·S·约翰斯顿（英語：Victor S. Johnston，1944年5月4日—）是一位爱尔兰裔美国心理学家，新墨西哥州立大學教授，主要从事生物心理学和認知心理學研究，主要科普作品有《情感之源——关于人类情绪的科学》（The Seven Daughters of Eve）等。